# Сухарний соус (à la polonaise)
Соус по-польски, (франц.) à la polonaise — у кулінарній термінології спосіб приготування страв, особливо з цвітної капусти та спаржі. У польських нормативних актах з'являється термін «по-польськи»; у французькій і світовій термінології вживається французький термін à la polonaise. Це використовується для опису подачі страв, як правило, овочів, із підсмаженим маслом і сухарями, а також часто з подрібненими круто звареними яйцями (або тільки жовтками) і рубаною петрушкою; термін також може стосуватися способу приготування страв у польському стилі, за польським зразком, оскільки ці страви готують у Польщі, що вказує на етнічні конотації.

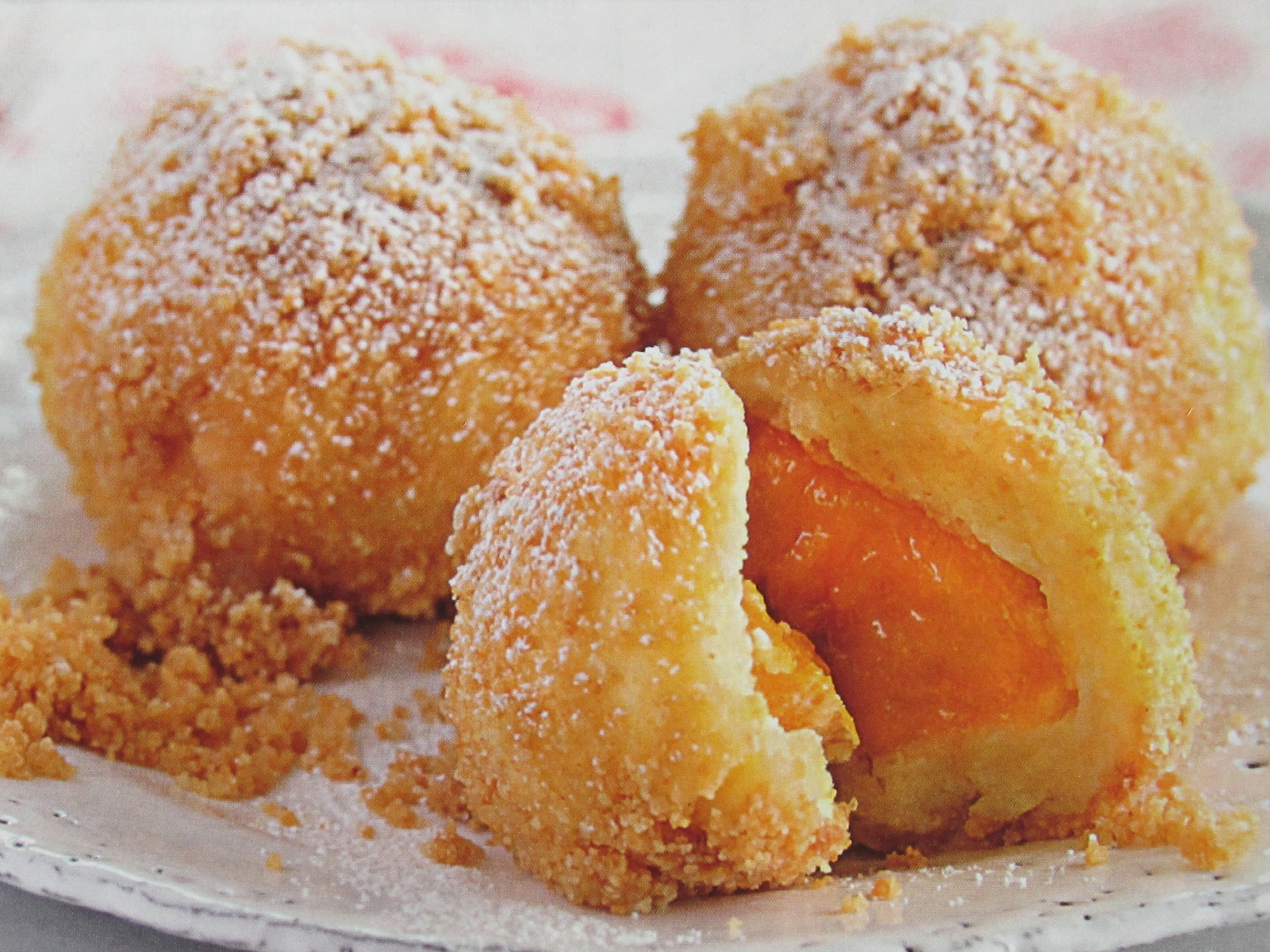
Книдлі (з абрикосами) обсипані сухарями і посипані цукровою пудрою

Рецепти овочів, поданих у такий спосіб, уже зустрічаються у старих польських кулінарних книгах, наприклад, Луцини Цвєрчакевичової:
|  | цвітна капуста — подається з маслом і чорним хлібом, або із жовтим голландським соусом; спаржа — полити підсмаженими на вершковому маслі сухарями і подати окремо в соуснику свіжевершкове масло, з соусом шодо; квасоля зелена — для подачі полити вершковим маслом з підсмаженою булочкою. |

Рецепт підрум'янення рулету з рекомендацією подавати його «поливши цвітну капусту, спаржу, хляки, пироги, кльоцок, книдлі» подає Марія Діслова.

## Стравиà la polonaise

### Страви à la polonaise з маслом і сухарями
Енциклопедія Larousse gastronomique перелічує багато таких страв:
- Спаржа по-польськи (asperges à la polonaise) — кінчики спаржі покривають товченим жовтком або звареними круто яйцями з петрушкою. Коли вони готові до подачі, їх поливають бе нуесет (еквівалент підсмаженого вершкового масла), у якому попередньо обсмажили панірувальні сухарі до світлого кольору. Масло і панірувальні сухарі також можна подати окремо.
- Цвітна капуста по-польськи (chou-fleur à la polonaise) — варена цвітна капуста, покладена на тарілки, змащені свіжим вершковим маслом, посипана вареними жовтками, змішаними з петрушкою, а потім посипана бе нуесет з обсмаженими сухарями. Подавайте швидко, тому що масло ще має бути пінним.
- Брюссельська капуста по-польськи (choux de Bruxelles à la polonaise) — брюссельська капуста готується так само, як і цвітна капуста по-польськи.
- Цикорій по-польськи (endivies à la polonaise); листовий буряк по-польськи (бет à la polonaise) — цикорій і листовий буряк готують подібно до польської спаржі.
- Курка по-польськи (poullet à la polonaise) — курка, фарширована начинкою à gratin (сильно запечена), змішана з невеликою кількістю розмоченого хліба та петрушкою. Зав'язується як для варіння і обсмажується на вершковому маслі, потім запікається в керамічному посуді. Знявши нитки, збризкують лимонним соком, потім поливають вершковим маслом із невеликою кількістю обсмажених у ньому сухарів (25 г на 150 г масла). Подібним чином готують молодих курчат (puussin à la polonaise).
- Желінот і запіканка à la polonaise — касероль (різновид запіканки) з орябками. Орябок фарширований à gratin насінням ялівцю. Його зав'язують і готують на вершковому маслі в керамічному посуді. Після зняття ниток його заливають бульйоном з дичини і згущеним яловичим бульйоном і збризкують лимонним соком. Потім поливають підрум'яненим маслом та обсмаженими сухарями.
- Печінкові раковини ската à la polonaise — печінка ската, запечена в рамекінах з картоплею дюшес, посипана яєчними жовтками та зеленню петрушки, приправлена бе нуесет зі смаженими сухарями.
- Хляки по-польськи — крім рецепту хляків, тобто супу з яловичими хляками (tripes de boeuf à la polonaise), також є рецепт хляків, обсмажених на вершковому маслі (gras-double de boeuf à la polonaise), посипаних жовтком і петрушкою, скроплених оцтом або лимоном і политих маслом від смаження хляків, зі смаженими сухарями.
- Устриці по-польськи (huîtres à la polonaise) — посипані яєчними жовтками і петрушкою устриці розігріваються в панцирі в духовці, а потім поливаються підрум'яненим маслом і смаженими сухарями: по чайній ложці на шматочок.
- Козельці по-польськи (salsifis à la polonaise) — коріння козельців відварюють у білому ко-бульйоні, а потім тушкують у вершковому маслі. Перед подачею посипати товченими яйцями або жовтками і зеленню петрушки і полити бер нуазет із підсмаженими булочками.
- Серцевина пальми (coeurs de palmiers) — серцевину пальми також подають як полонез.

### Страви à la polonaise без масла і сухарів
Інший вид страв à la polonaise, тобто без масла і сухарів, становить:
- Польський короп (carpe à la polonaise) — фарширований короп, зварений з цибулею та цибулею шалот у вині та рибному бульйоні, подається з кулінарним соусом з карамелі, оцту та мигдалю (польський короп у традиційній польській кухні подається з польським соусом[6]);
- Кромескі à la polonaise — вид кромескі, який сам по собі є стравою, схожою на смажені у фритюрі крокети — кромескі à la polonaise, однак готується з великих і несолодких налисників : кромескі — це страва польського або російського походження;
- Яйце в кромескі à la polonaise — як зазвичай , яйце кромескі, але подається з томатним соусом або соусом пікант;
- Омлет по-польськи (omlet à la polonaise) — омлет, фарширований бараниною і соусом деміглас, подається з томатним соусом;
- Яловичий фарш à la polonaise — м'ясна страва (хачі, невеликі, але не подрібнені шматочки м'яса) зі смаженої яловичини під соусом деміглас, подається з томатним соусом;
- Суровка з буряка по-польськи (salade de beteraves à la polonaise) — суровка з буряка, заправлена гірчицею, вершками, лимонним соком, перцем і сіллю, посипаний вареними жовтками і хроном.